# Jakow Sacharowitsch Suriz

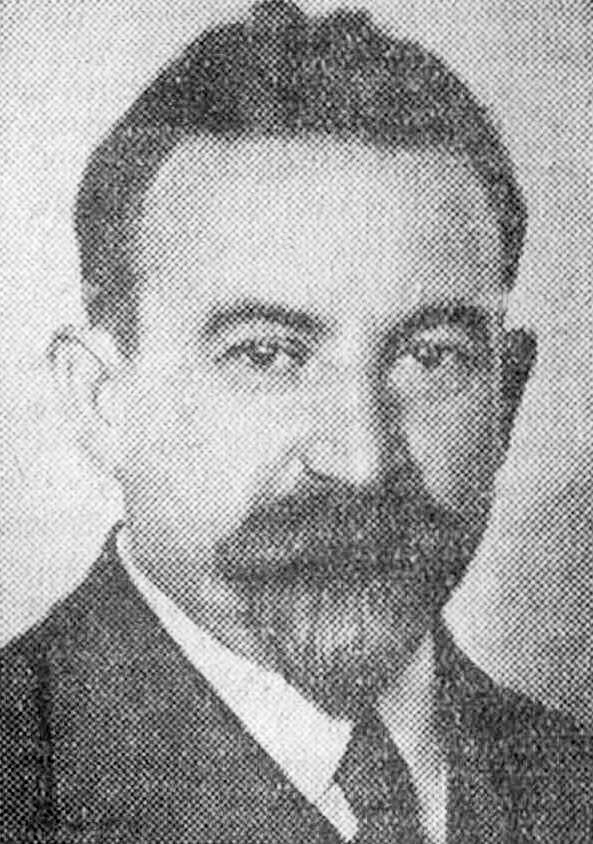
Jakow Suriz, 1937

Jakow Sacharowitsch Suriz (russisch  Яков Захарович Суриц, wiss. Transliteration Jakov Zacharovič Suric; * 1882 in  Dwinsk, Gouvernement Witebsk; † 2. Januar 1952 in Moskau) war ein sowjetischer Diplomat.

## Leben

### Jugend und Exil
Suriz wurde 1882 in der Familie eines jüdischen Juweliers geboren. Er studierte an der Staatswissenschaftlichen Abteilung der Philosophischen Fakultät der Berliner Universität. 1902 trat Suriz dem Allgemeinen Jüdischen Arbeiterbund bei. Wann er Bolschewik wurde, ist unklar – entweder geschah dies bereits infolge der Spaltung der russischen Sozialdemokratie 1903 oder erst im Zuge der Oktoberrevolution. 1907 wurde er verhaftet und in das Gouvernement Tobolsk verbannt, wo er bis 1910 blieb. Anschließend emigrierte er nach Deutschland, wo er Jura-Vorlesungen an der Universität Heidelberg besuchte. 1917 kehrte Suriz nach Russland zurück.

### Diplomatische Tätigkeit bis 1934
1918 wurde Suriz auf Empfehlung Tschitscherins bevollmächtigter Vertreter (polpred) Sowjetrusslands in Dänemark. Auf diesem Posten blieb er bis Juni 1919, als er nach Afghanistan geschickt wurde, wo er allerdings, bedingt durch den Frontverlauf des Bürgerkriegs, erst im Dezember ankam. Dort blieb Suriz bis 1921, um anschließend bis 1923 als polpred in Norwegen zu wirken. Von 1923 bis 1934 war Suriz bevollmächtigter Vertreter der Sowjetunion in der Türkei, wo er vor allem den kulturellen Austausch zwischen beiden Staaten vorantrieb. Unter seiner Ägide wurde 1925 der sowjetisch-türkische Freundschafts- und Neutralitätspakt unterzeichnet. 1934 leitete Suriz die Verhandlungen zur Herstellung diplomatischer Beziehungen zwischen der Sowjetunion und Bulgarien. Im gleichen Jahr wurde ihm der Leninorden verliehen.

### Botschafter in Deutschland
Am 11. Juni 1934 wurde Suriz als polpred nach Hitlerdeutschland versetzt. Trotz seiner diplomatischen Immunität hatte er als Jude und als Vertreter eines sozialistischen Staates einen schweren Stand. Trotzdem befand er sich im Zentrum der diplomatischen Kreise in Berlin und wurde als Intellektueller hoch geschätzt. Eine enge Freundschaft verband Suriz mit dem amerikanischen Botschafter William Edward Dodd – dieser charakterisierte Suriz als „hellsten Kopf unter den hiesigen Diplomaten“ und „tadellosen Gentleman in allen Beziehungen“.
Einerseits versuchte Suriz seinem Auftrag gerecht zu werden und die deutsch-sowjetischen Beziehungen aufrechtzuhalten. Andererseits setzte er als Vertrauter von Außenminister Litwinow auf die Kooperation der Sowjetunion mit England und Frankreich gegen Hitler, während die Führung um Josef Stalin eine zumindest ambivalente Haltung gegenüber Nazi-Deutschland aufwies. So forderte Suriz anlässlich des NSDAP-Parteitages 1936 in einem Schreiben nach Moskau scharfe Proteste und wirtschaftliche Sanktionen gegen Deutschland. Das Politbüro lehnte seinen, von Litwinow unterstützten, Vorschlag jedoch ab und votierte nicht einmal für die Versendung einer Protestnote.

### Frankreich und Karriereende
Am 7. April 1937 wurde Suriz aus Deutschland abgezogen und nach Frankreich versetzt, wo er sowohl den Großen Terror, wie auch die „Säuberungen“ des Volkskommissariats für auswärtige Angelegenheiten nach der Absetzung Litwinows 1939 unbeschadet überstand. Zwischen 1937 und 1939 war er Mitglied der sowjetischen Delegation beim Völkerbund. Seine Position wankte 1940, als er ein unverschlüsseltes Telegramm an Stalin anlässlich des Winterkrieges sandte, worin im Einklang mit der aktuellen stalinistischen Doktrin England und Frankreich als „Kriegsbrandstifter“ bezeichnet wurden. Nachdem die französischen Behörden das Telegramm abgefangen hatten, wurde Suriz zur persona non grata erklärt und musste das Land verlassen.
Bis Kriegsende blieb Suriz in Russland und arbeitete im Volkskommissariat für auswärtige Angelegenheiten. Dort verfasste er Denkschriften zur Gestaltung Deutschlands, unter anderem: „Die Nachkriegsgestaltung Deutschlands unter dem Gesichtspunkt unserer Interessen“. 1946 wurde er sowjetischer Botschafter in Brasilien, im Oktober 1947 allerdings wurden die diplomatischen Beziehungen zwischen den beiden Staaten vorerst eingestellt. Anfang 1948 trat Suriz in den Ruhestand und widmete sich vor allem seiner Kunstsammlung, die unter anderem Werke von Matisse und Degas enthielt. Am 2. Januar 1952 starb Jakow Suriz an einem Herzinfarkt.